# Palma le Jeune
Pour les articles homonymes, voir Palma.

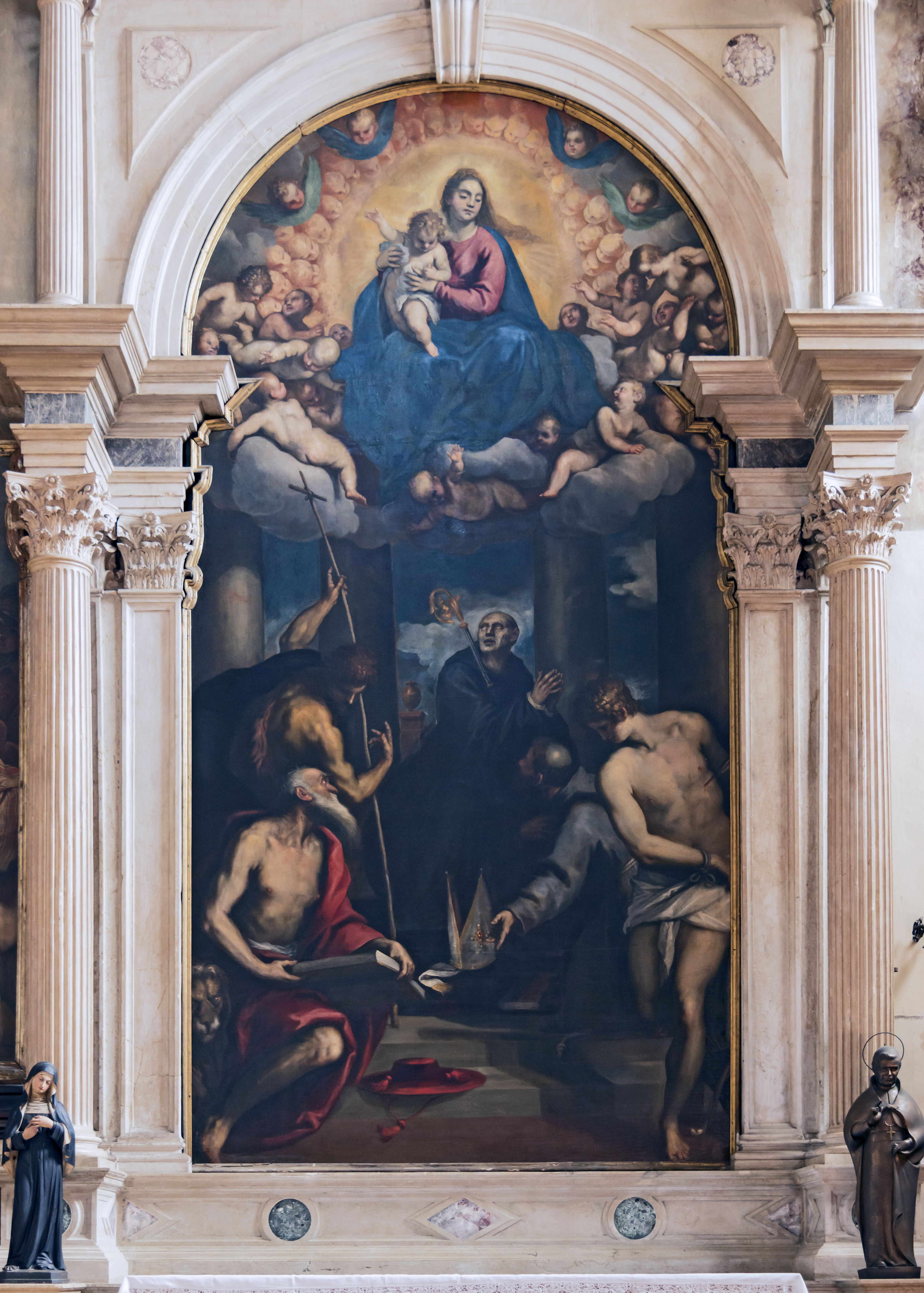
Madonna col bambino... San Zaccaria Venise

Palma le Jeune, en italien Palma il Giovane, né Jacopo di Antonio Negretti (Venise vers 1548-1550, Venise 14 octobre 1628), est un peintre italien maniériste, le petit-neveu de Palma le Vieux.

## Biographie
Le début de sa production artistique date de 1565 avec son père le peintre Antonio Palma, à Venise. Il étudie et subit l'influence de Raphaël et du Titien.
Il passe 9 ans à Rome, copie Michel-Ange et Polidoro da Caravaggio, fréquente les maniéristes romains et assimile les impératifs de la Contre-Réforme tout en découvrant et suivant les principes picturaux de Zuccaro, Salviati et Santi di Tito.
De retour à Venise, après 1569, Il collabore aux diverses copies du Titien exécutées par le Tintoret en menant même à terme, après sa mort en 1576, la célèbre Pietà pour l’église des Frari.
Par ses différentes influences de ses contemporains et de leurs prédécesseurs, il acquiert une habileté technique et une place de chef de file de l'école vénitienne mais ne formera aucun disciple. Son éclectisme le porte des sujets religieux, aux historiques et aux mythologiques, de la peinture, à la gravure à l'eau-forte.
En 1574, après l’incendie du Palais ducal, il participe activement avec Véronèse, Marco Vecellio, Jacopo et Domenico Tintoret, Francesco et Leandro Bassano à la restauration des salles du Sénat, du Scrutin et du Grand Conseil.

Après le deuxième incendie du Palais des Doges en 1577, les autorités vénitiennes décidèrent d'ouvrir un concours pour la réalisation d'une toile, représentant le Paradis. Il se porta candidat aux côtés du Tintoret, de Véronèse et de Francesco Bassano. Ce concours eut ieu entre 1578 et 1582 et les lauréats furent Véronèse et Francesco Bassano. Pour des raisons inconnues, le travail ne se fit pas. Un nouveau concours fut organisé à la mort de Véronèse et c'est le Tintoret qui eut la commande.
Le cycle de la sacristie de l'Église San Giacomo dall'Orio, achevé en 1581 reprend dans des termes plus simples les sujets de l'Ancien Testament réalisés peu de temps avant par le Tintoret sur le plafond du salon de la Scuola Grande de San Rocco.

Les grandes toiles réalisées peu après pour la Scuola di San Lorenzo dans la même église, utilisent les sujets typiques illustrant les thèses du Concile de Trente.

Son chef-d'œuvre est sans doute la décoration de l'Ospedaletto dei Crociferi et plus particulièrement le singulier triptyque, datant de 1586-1587, relatant l'avènement de Pasquale Cicogna au doganat.

## Œuvres
Par ordre chronologique :
- Venise couronnée par la Victoire (1578-1579), toile, 940 × 580 cm, salle du Grand Conseil, Palais des Doges, Venise[4]
- L’Histoire de Psyché pour le roi Sigismond de Pologne (~1580)
- La crucifixion Église de la Madonna dell'Orto (1579)
- Église San Giacomo dall'Orio (1580-1581)[4]
  - La Pâque Juive, toile, 140 × 235 cm, ancienne sacristie
  - Saint Laurent désignant au préfet de Rome les pauvres de l’Église, 284 × 382 cm
  - Le Martyre de saint Laurent, toile, 283 × 490 cm
  - Déposition de la Croix
- Les Apôtres au tombeau de la Vierge[5] (v. 1582), huile sur toile, 349 × 880 cm, Musée de l'Ermitage, Saint-Pétersbourg
- Oratoire de l'Ospedaletto dei Crociferi (1586-1587)[4]
  - Pasquale Cicogna assiste à la messe célébrée par le père Priamo Balbi dans l'Oratoire des Crociferi, toile, 369 × 262 cm
  - Pasquale Cicogna apprend son élection de doge à l'église des Crociferi, toile, 369 × 262 cm
  - Pasquale Cicogna dans ses habits de doge visite l'église et l'hôpital des Crociferi, toile, 369 × 262 cm

- - L'Histoire de l’ordre de la Croix, Scènes de la Bible, à l'oratoire des Crociferi (1589-1592)
- La Descente du Christ aux limbes (1589), chapelle Corner, Église Santa Maria Gloriosa dei Frari, Venise
- Tarquin et Lucrèce[6] (1590), huile sur toile, 130 × 175 cm, Musée de l'Ermitage, Saint-Pétersbourg
- Saint Sébastien[7] (1590), huile sur toile, 260 × 135 cm, Musée de l'Ermitage, Saint-Pétersbourg
- Le Martyre de sainte Catherine 1590 - 95 Basilique dei Frarià Venise
- Le Lavement des pieds (1591-1592), toile, 163 × 378 cm, église de San Giovanni in Bragora[4]
- Le Massacre des habitants d’Hippone (1593), huile sur toile, 333 × 237 cm, Musée Fabre, Montpellier
- Divertissement du fils prodigue et Le Retour du fils prodigue (1595-1600), toile, 83 × 118 cm, Gallerie dell'Accademia de Venise[4]
- Rencontre de Saint Joachim avec Sainte Anne, Église San Geremia, Venise, 1595
- Treize toiles pour un plafond de la Scuola di San Gerolamo, Venise, 1600
- Portrait d'un sculpteur, toile, 62 × 48,5 cm, Kunsthistorisches Museum de Vienne, 1600[8]
- Église San Zaccaria, Venise
  - David vainqueur de Goliath célébrée par les jeunes filles de Jérusalem, Chapelle Sant’Atanasio,
  - Le Christ mort, chœur, au-dessus du tabernacle
  - Vierge à l'Enfant, saint Benoît et autres saints (1605), partie droite de la nef, Église San Zaccaria à Venise
  - Saint Zacharie en gloire entre les anges, partie droite de la nef, autel de Saint Zacharie
- Portrait de Vincenzo Cappello, amiral vénitien (v. 1610), huile sur toile, 117 × 91 cm, Musée du Louvre, Paris.
- La Naissance de la Vierge, 1610, huile sur toile, 315,9 x 194 cm, musée des Beaux-Arts d’Orléans[9].
- Christ mort soutenu par trois anges(v. 1612), huile sur toile, Gallerie dell'Accademia de Venise.
- Flagellation du Christ, 1613, huile sur toile, Musée des beaux-arts de Lyon
- Crucifiement de saint Pierre, 1614, huile sur toile, 170 × 135 cm, Gallerie dell'Accademia de Venise[10]
- Décoration du vestibule de la salle du Grand Conseil du Palais des Doges (1615), Venise.
- La Résurrection, sacristie de San Zanipolo à Venise, 1620
- La Vierge en gloire et saints, huile sur toile, San Francesco della Vigna, Venise, 1624
- Sainte Lucie et saint Augustin, portières d'orgue, Église San Geremia, Venise, 1628
- Annonciation, portières d'orgue, Église San Geremia, Venise, 1628

Non datées
Par ordre alphabétique de lieu de conservation
- Jaël et Sisara, huile sur toile, 136 × 109,5 cm, Cherbourg, musée Thomas-Henry,
- Le Christ mort soutenu par un ange, 435 × 195 cm, Dijon, musée Magnin,
- Le Christ couronné d'épines, huile sur toile, 135 × 105 cm, Rouen, musée des beaux-arts,
- Vierge à l'Enfant, sacristie de la cathédrale d'Udine,
- Projets de mosaïques pour la Saint-Marc, Venise.
- Œuvre(s) visible(s) dans l’Église dell'Angelo Raffaele de Venise.

## Galerie

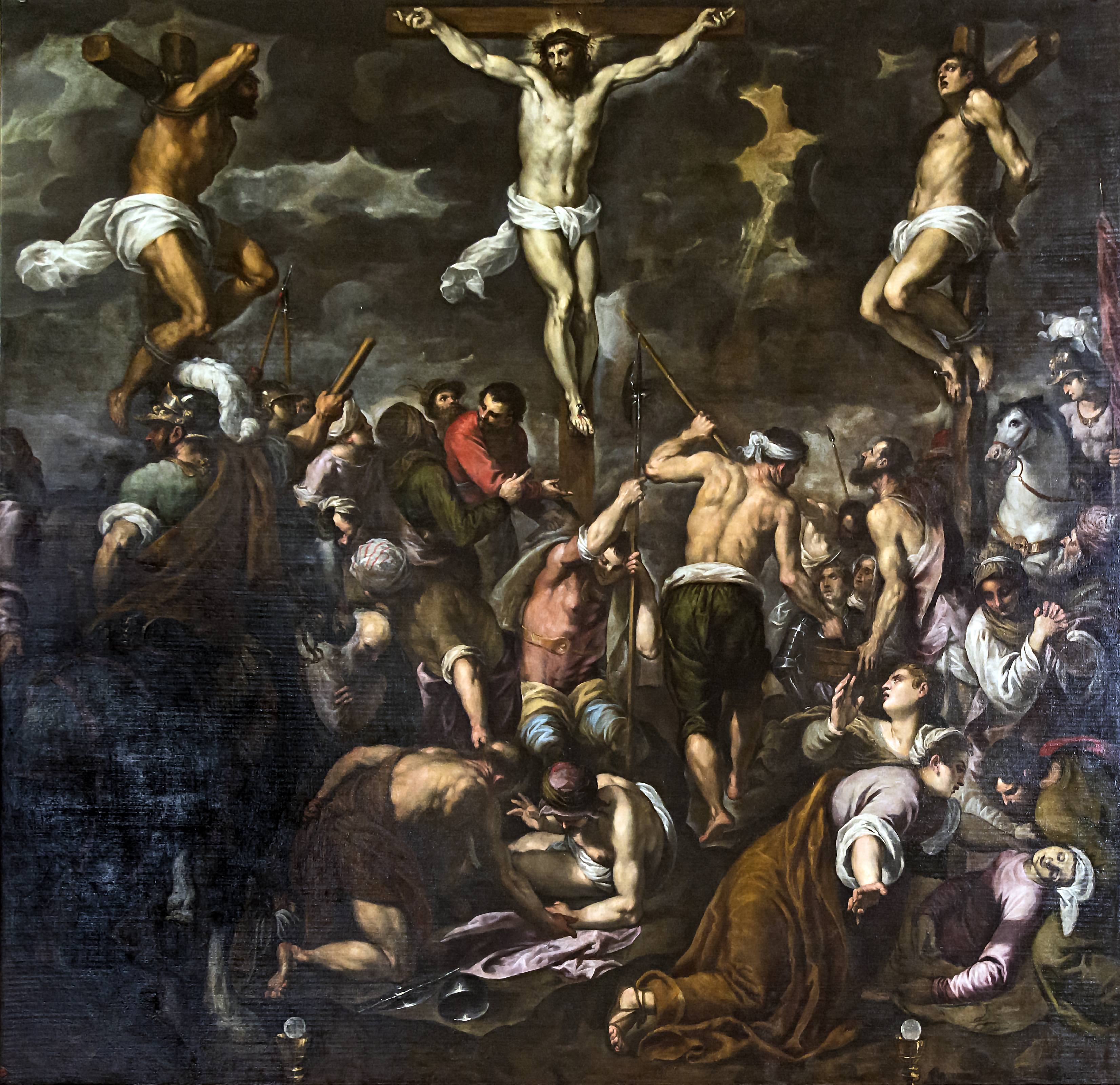
La Crucifixion, Église de la Madonna dell'Orto, 1579.
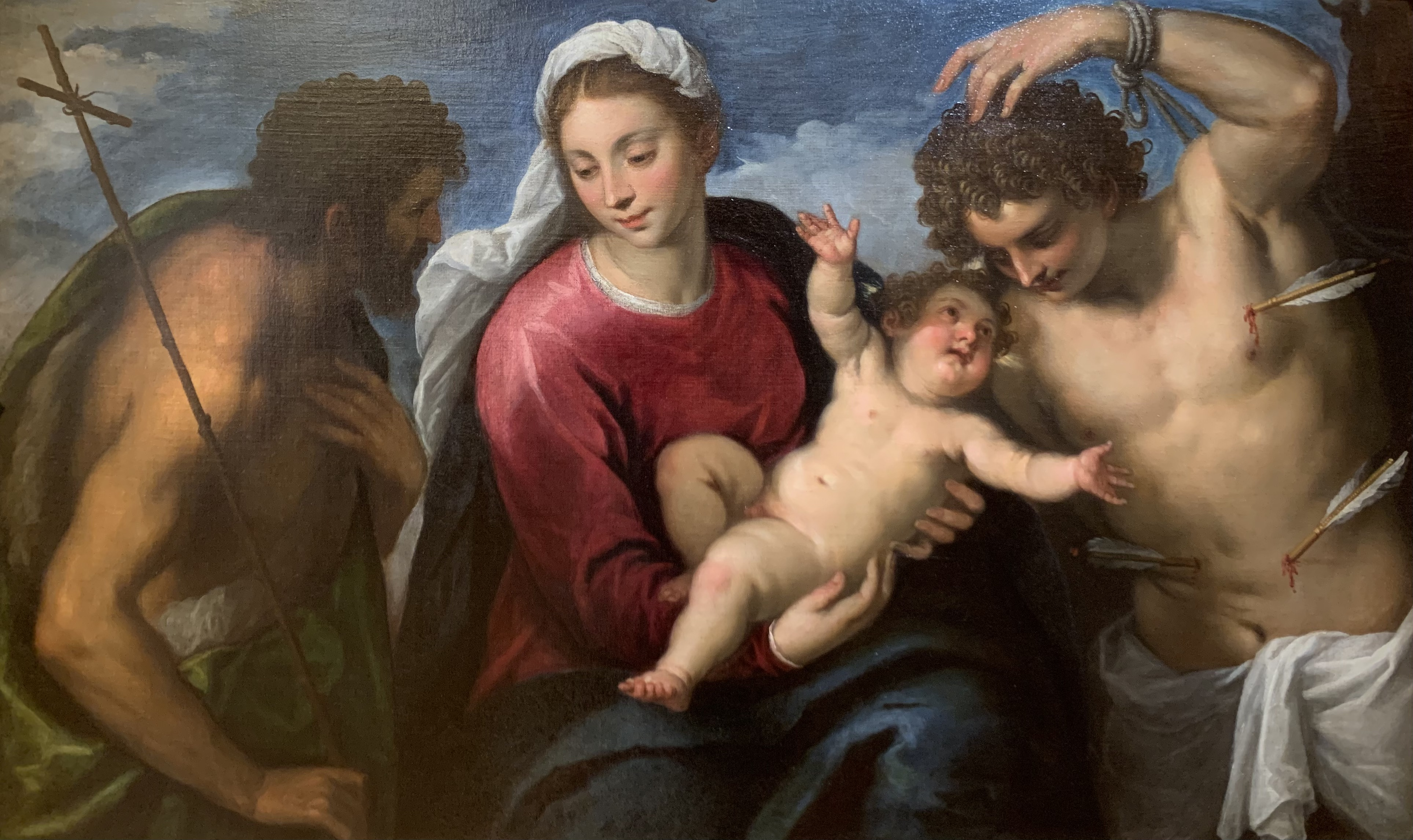
La Vierge et l’Enfant entre Saint-Jean-Baptiste et Saint-Sébastien, v. 1580, huile sur toile, MBA Dijon.
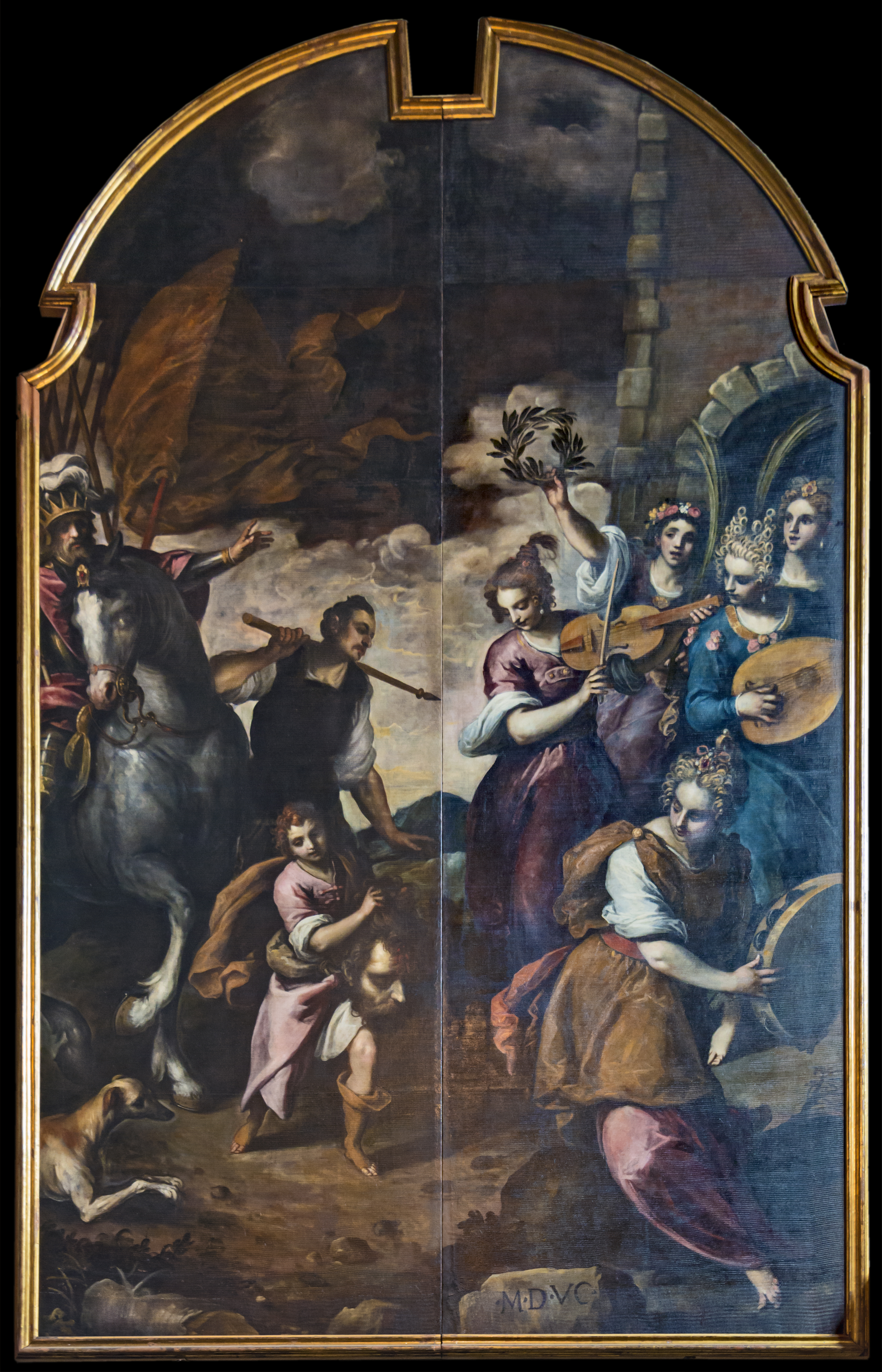
David victorieux, 1595 Église San Zaccaria de Venise.
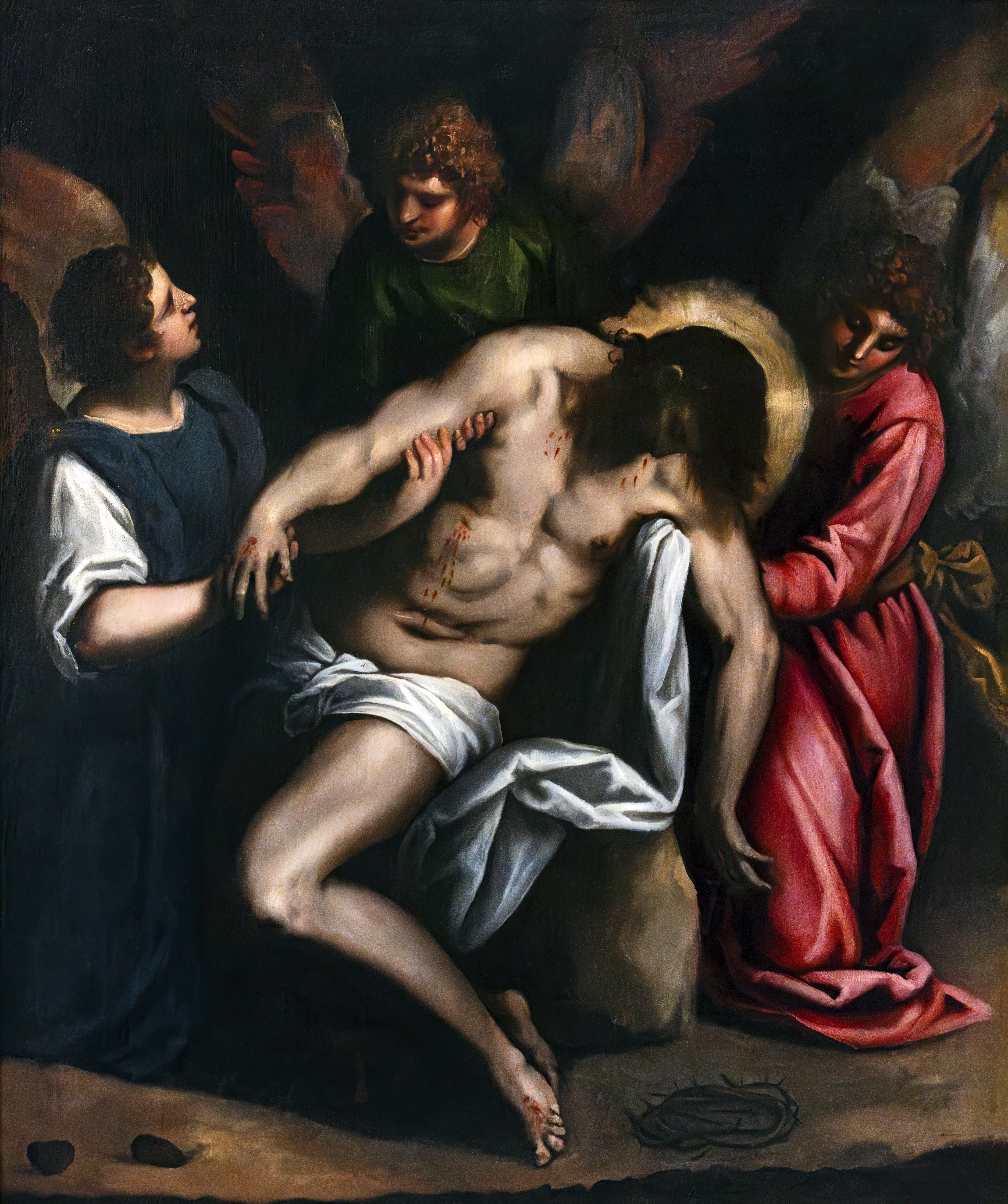
Christ mort soutenu par trois anges, Galeries de l'Académie de Venise, 1612.
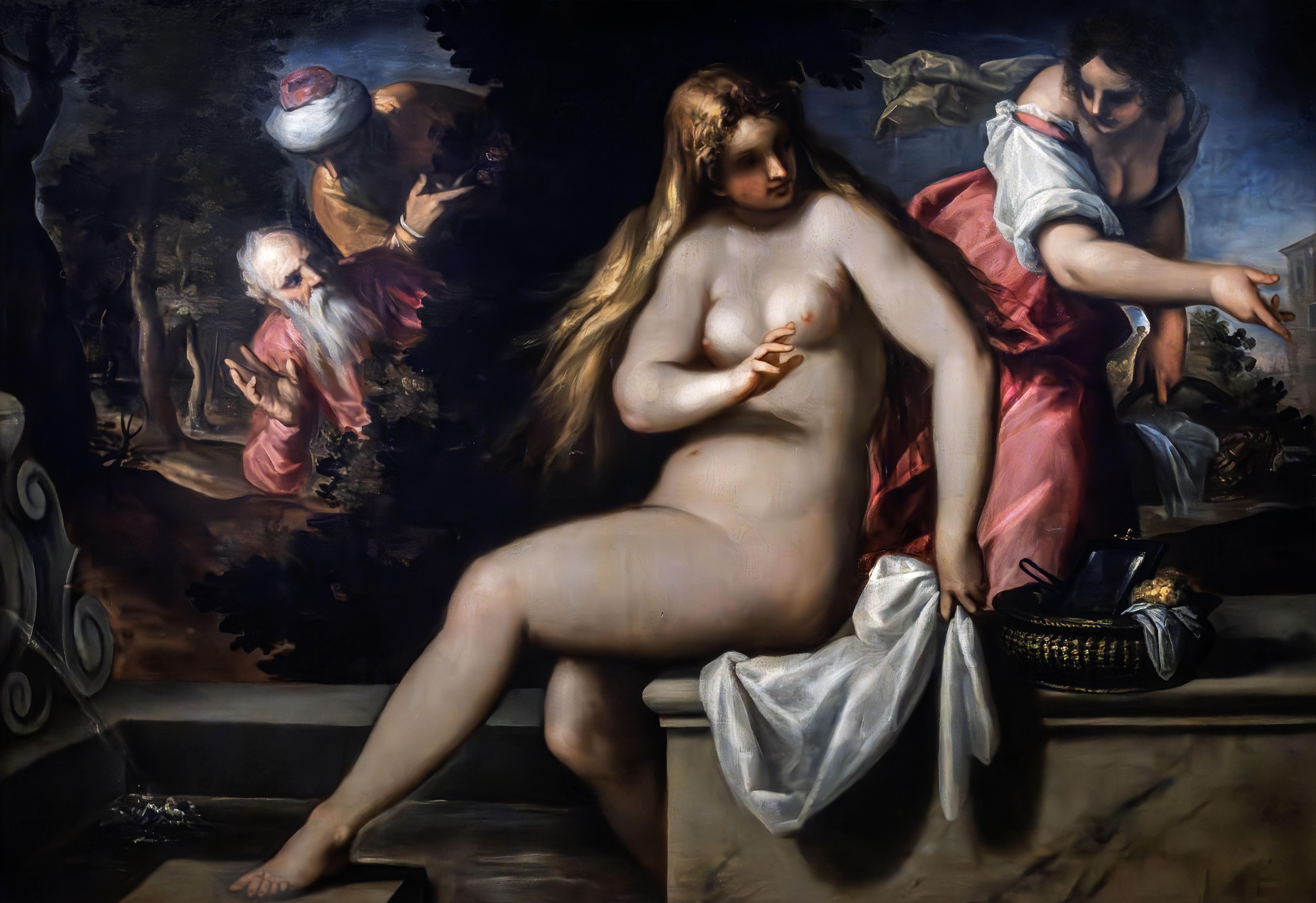
Susanna se baignant et les vieillards, Pinacothèque Egidio-Martini, 1615-1620.
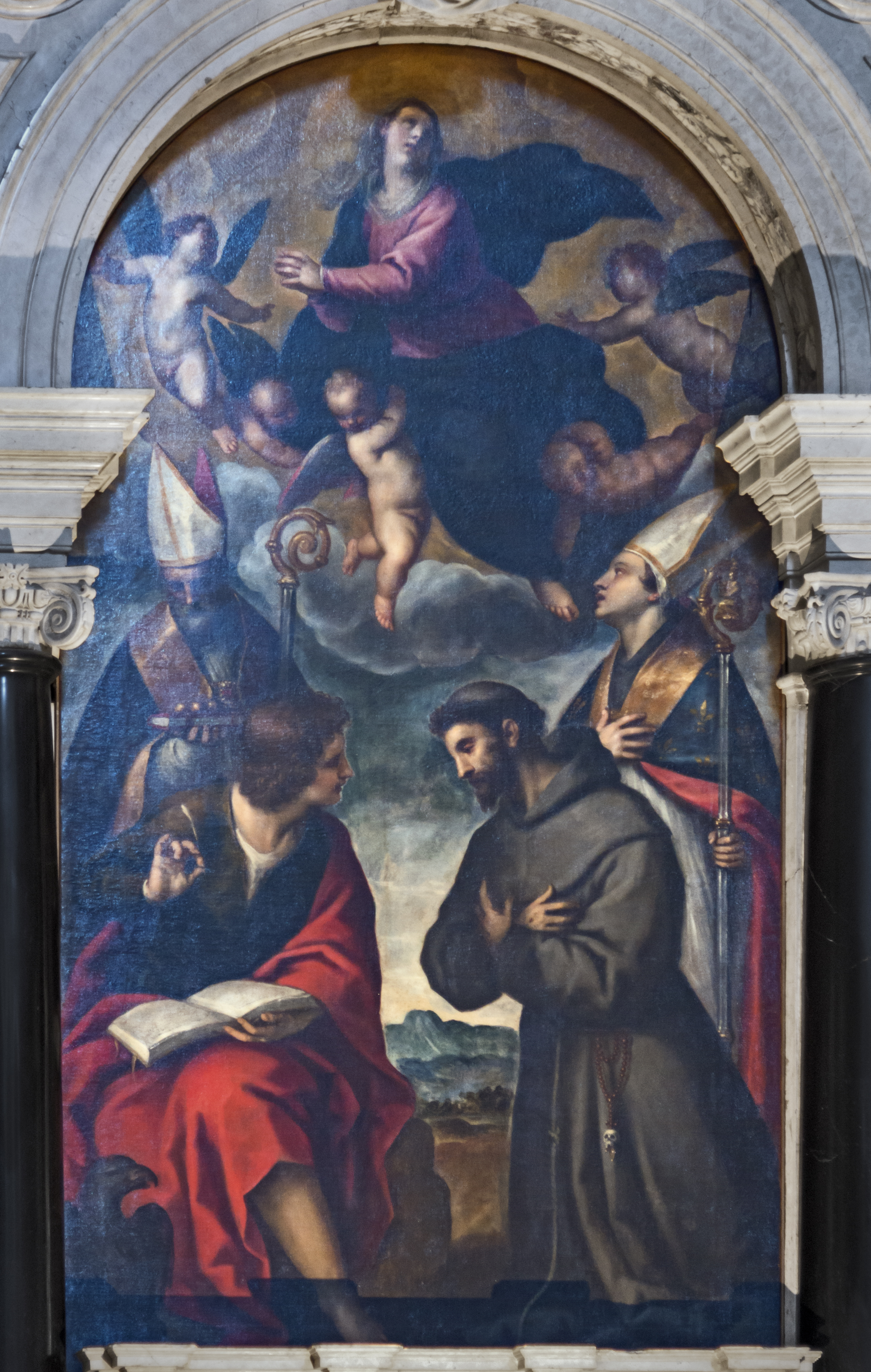
La Vierge en gloire et saints, San Francesco della Vigna, Venise (1624-1628).
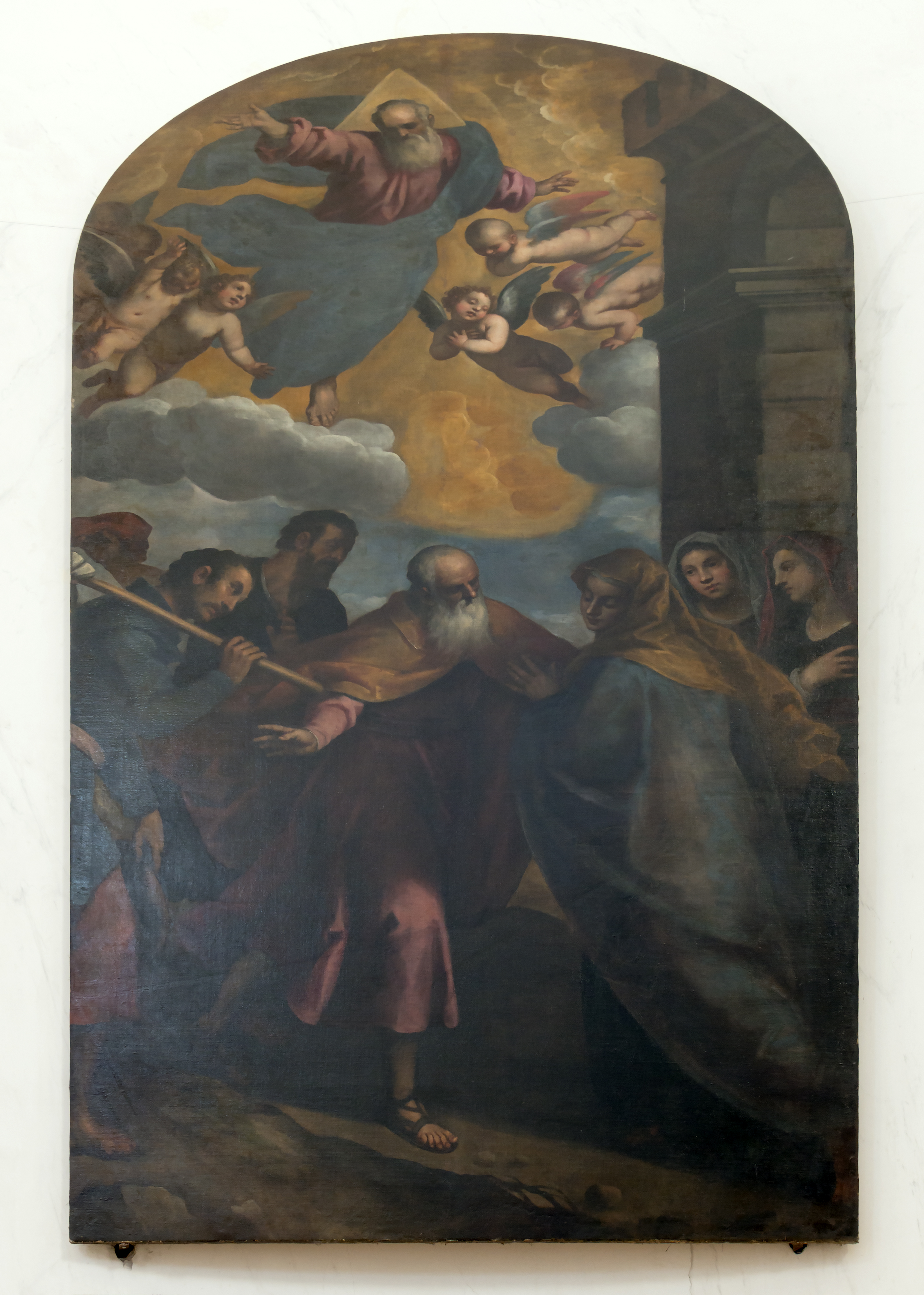
Rencontre de saint Joachim avec sainte Anne, Église San Geremia.
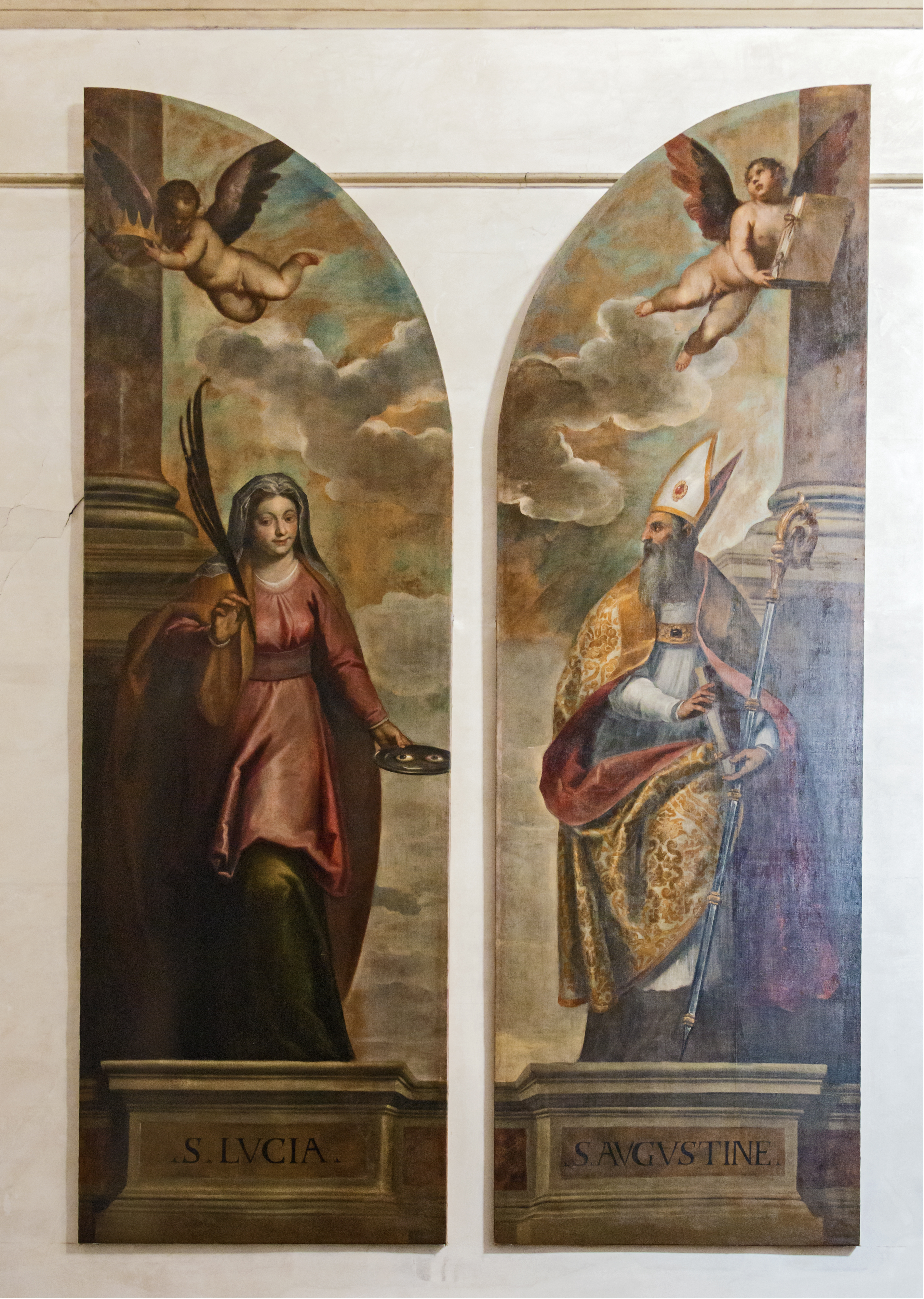
Sainte Lucie et saint Augustin, portières d'orgue - Église San Geremia, 1628.
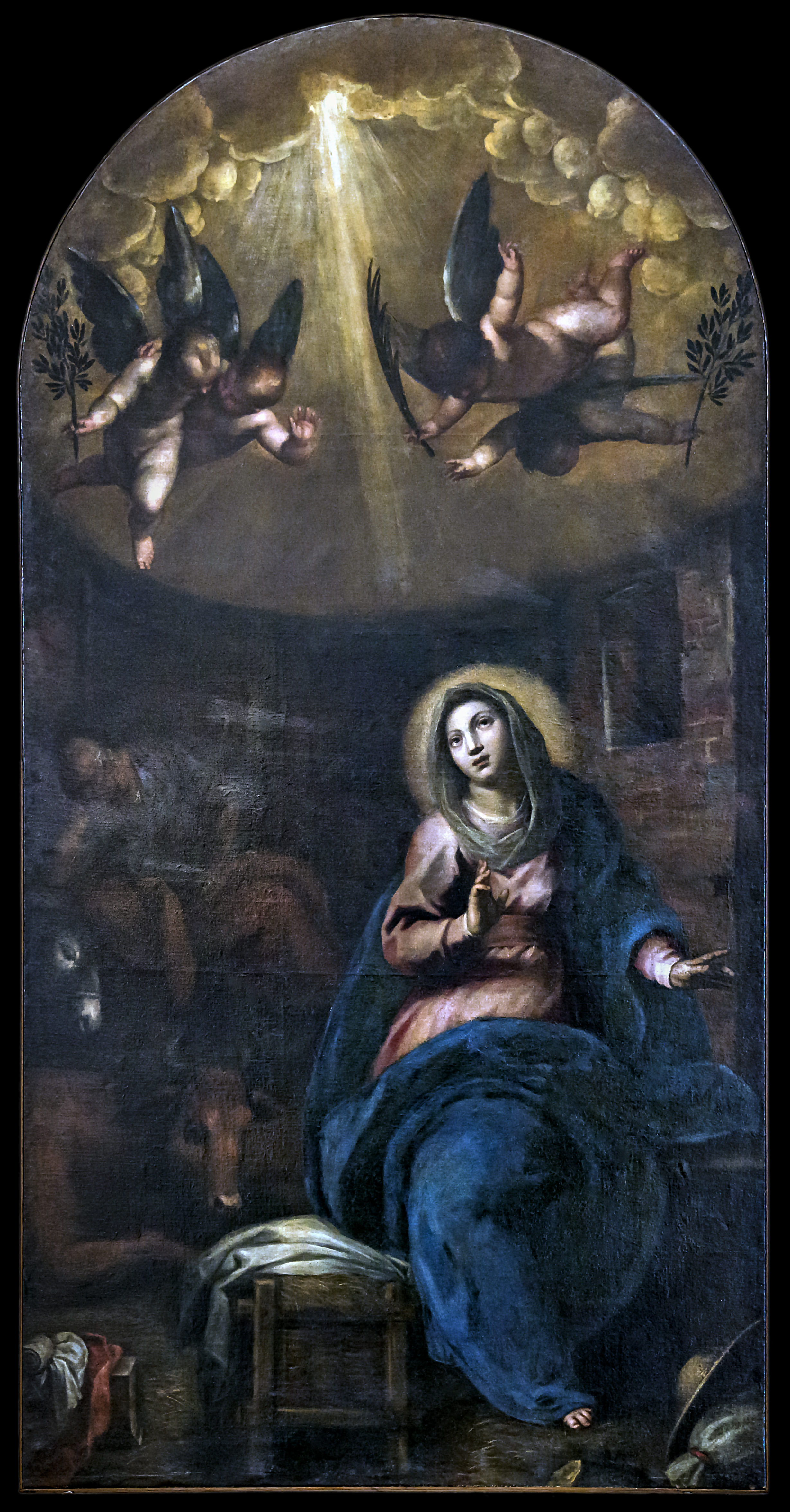
L'Attente de la naissance, Église San Geremia, 1628.
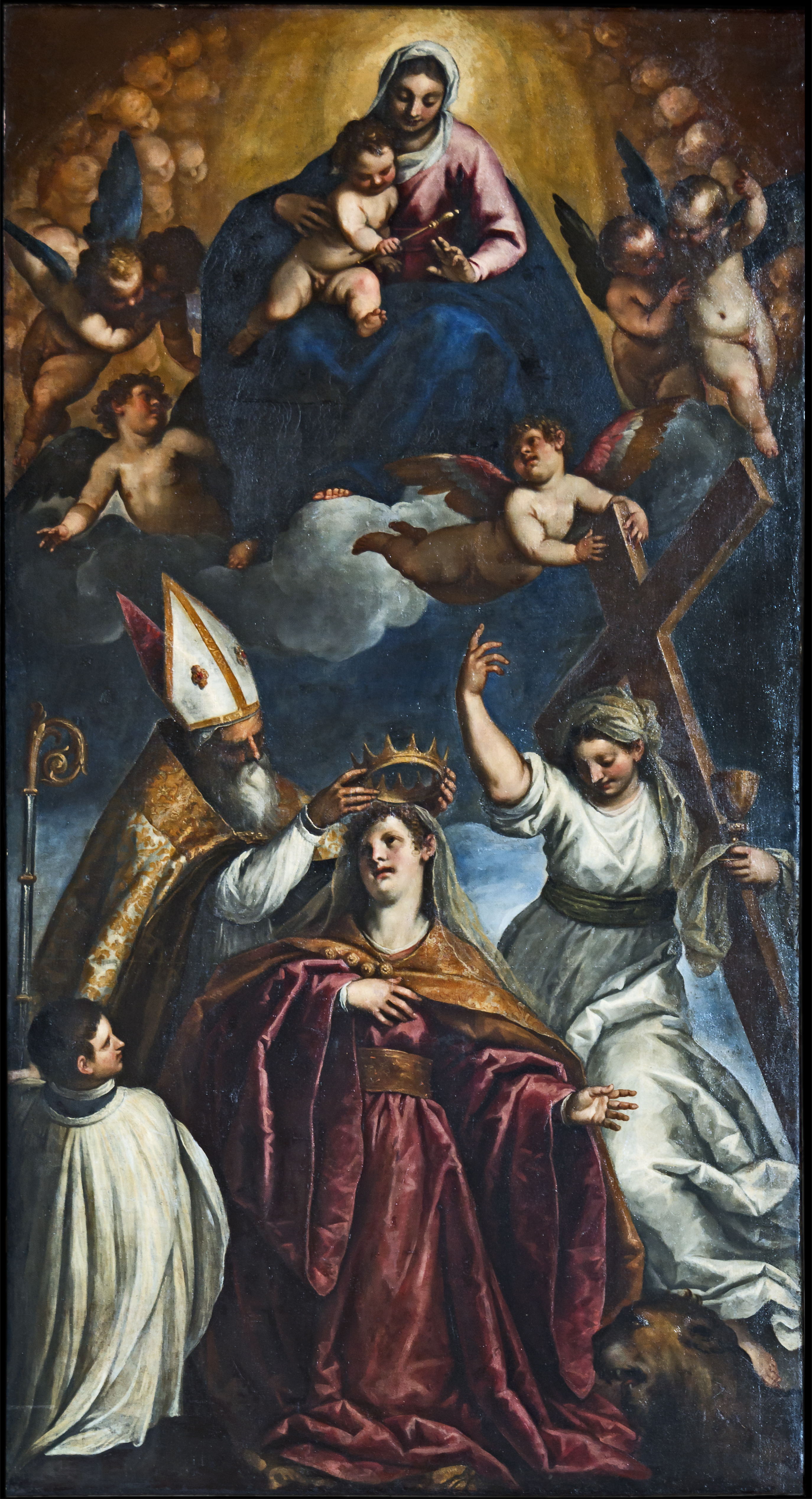
Le Couronnement de Venise, Église San Geremia.
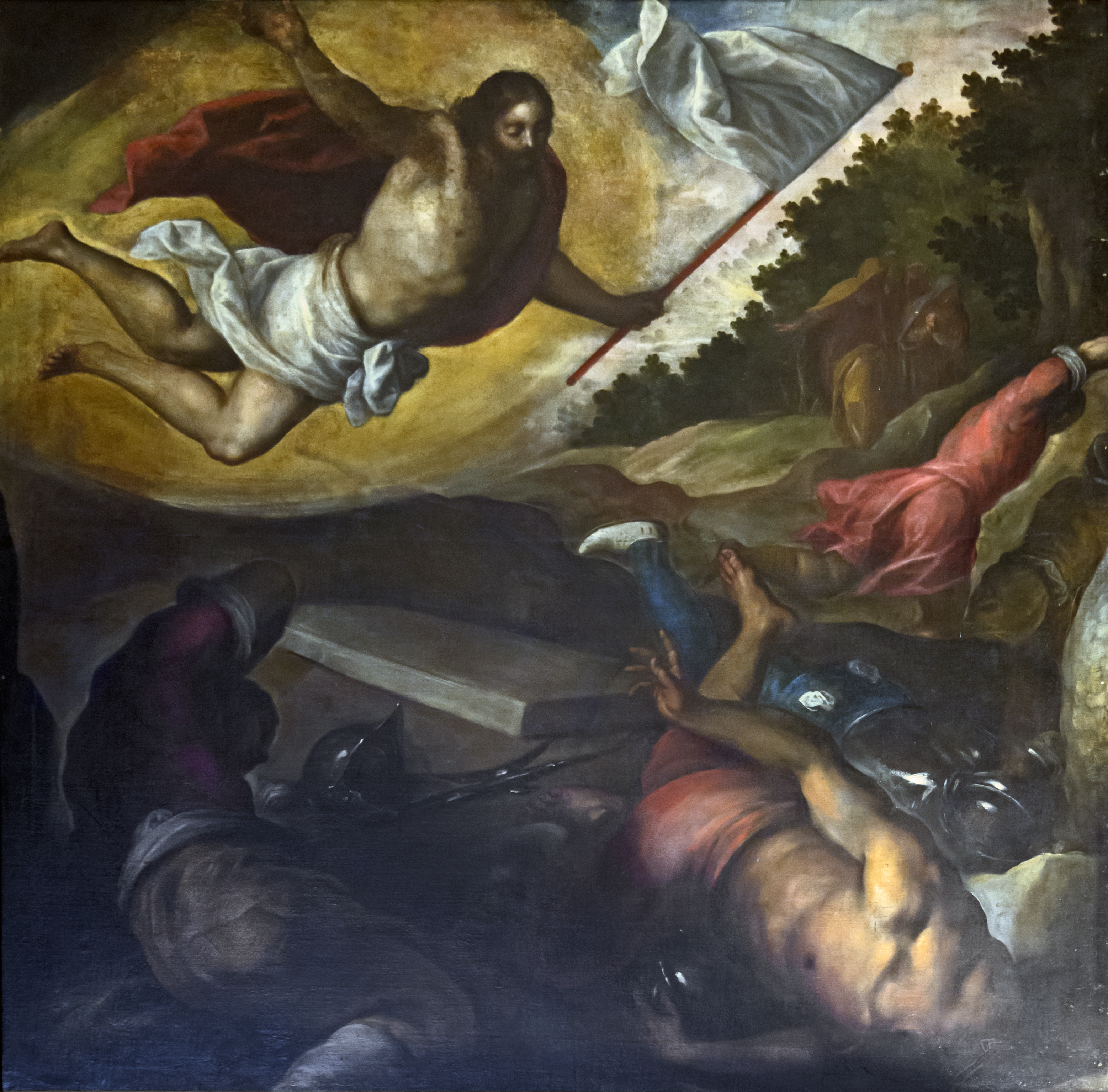
La Résurrection, San Zanipolo Venise.
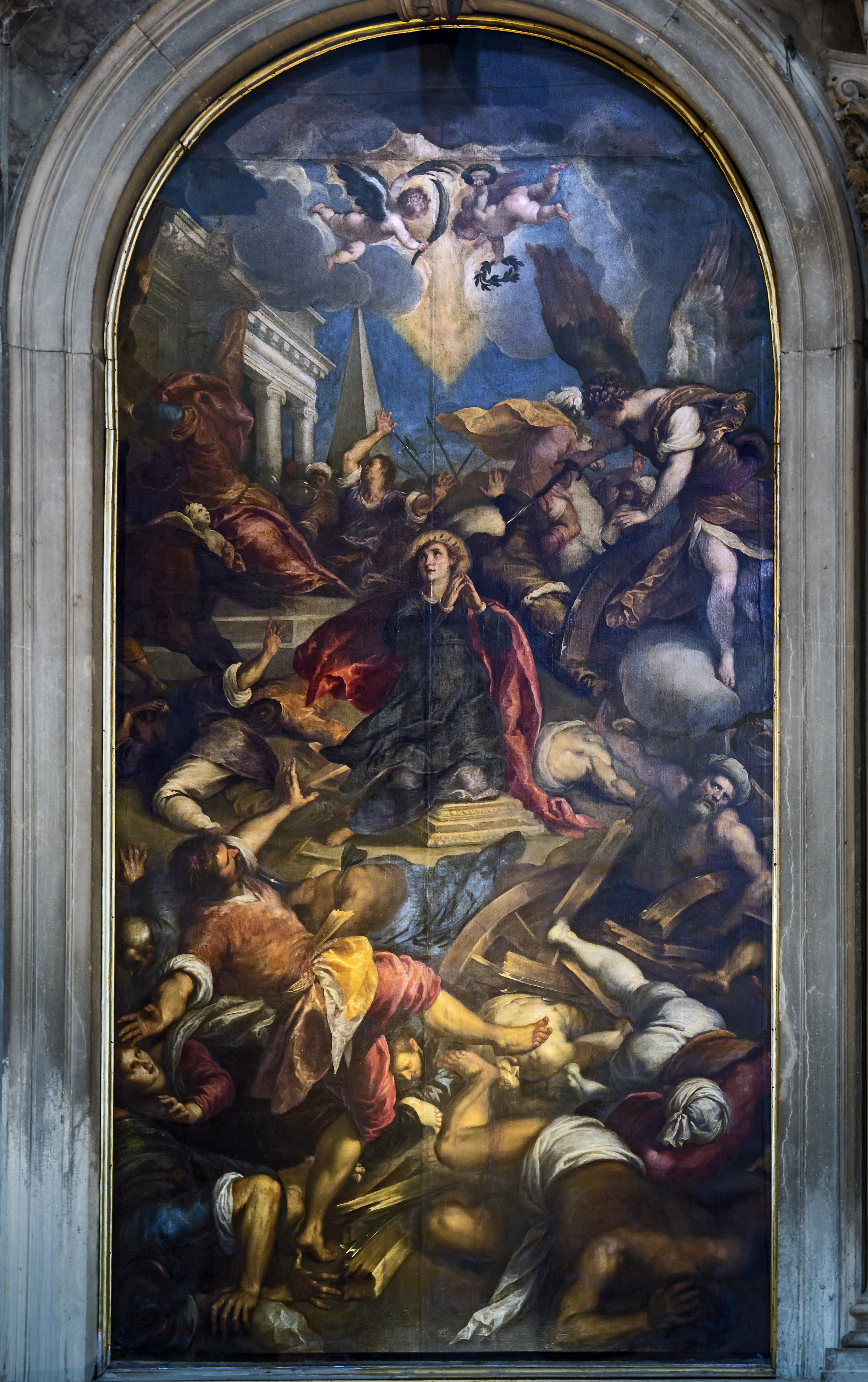
Le Martyre de sainte Catherine, Basilique dei Frari.
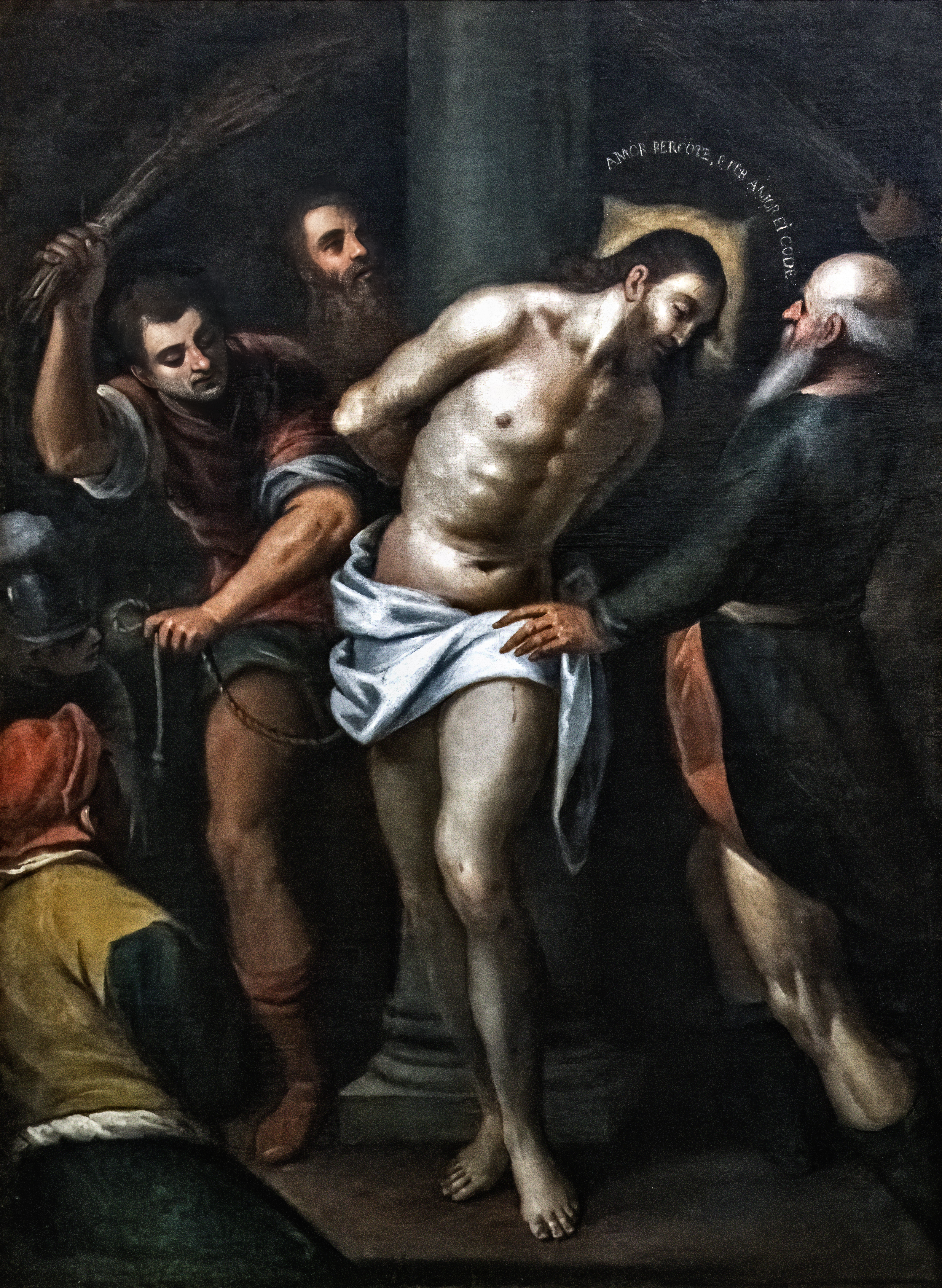
Le Christ flagellé - Museo civico di Santa Caterina - Trévise.

## Élève
- Marco Boschini